# Robert Grahn

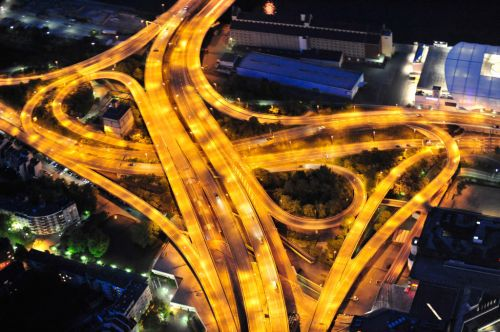
Nachtluftbildaufnahme, B 44 an der Rampe zur Kurt-Schumacher-Brücke am Ludwigshafener Rheinufer

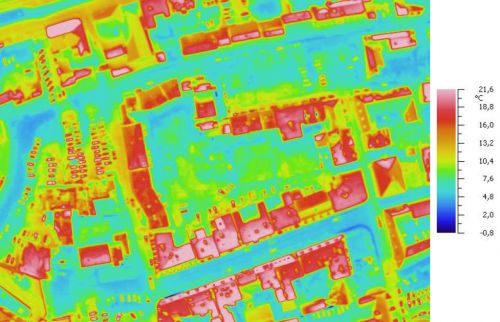
Infrarotluftbild, Infrarotaufnahme Wohngebiete Brauhausstraße Halle Saale

Robert Grahn (* 1964 in Potsdam) ist ein deutscher Luftbildfotograf.

## Leben
Robert Grahn wuchs in der DDR auf. Als Jugendlicher absolvierte er bei der Gesellschaft für Sport und Technik eine Segelflugausbildung auf dem Flugplatz Kreuzbruch nördlich von Berlin. Später schloss sich eine Berufsausbildung als Flugzeugmechaniker bei der DDR-Fluggesellschaft Interflug in Berlin-Schönefeld an. Nach dem Wehrdienst in der Nationalen Volksarmee der DDR folgten Stationen als Volontär bei der Märkischen Volksstimme und als Bildreporter beim Militärbilddienst MBD des Militärverlages der DDR. 1988 erfolgten erste eigene Luftbildproduktionen – bis zur Wende als Bildreporter der Tageszeitung Neues Deutschland.
Nach der Wende unternahm er eigene Luftbildflüge bundesweit unter der Firmierung Luftbild & Pressefoto für Tageszeitungen und Verlage. Nach Bildreportertätigkeiten bei Berliner Tageszeitungen ist Grahn seit 1997 Betreiber zweier kommerzieller Presse-Bildagenturen: der auf Luftbildformate spezialisierten Agentur euroluftbild.de sowie der zeitgeschichtlichen Bildagentur ddrbildarchiv.de, die auch Bilder aus dem Bereich bildende Kunst vermarktet.
Seit 2013 häufen sich Meldungen über systematische Abmahnungen durch euroluftbild.de/Robert Grahn, vertreten durch Anwaltskanzleien, mit der Behauptung der missbräuchlichen Verwendung urheberrechtlich geschützter Bilder, an denen der euroluftbild.de nach eigenen Angaben die ausschließlichen Rechte zustehen. Die Anwälte forderten die Empfänger der Abmahnungen auf, eine strafbewehrte Unterlassungserklärung abzugeben und Schadensersatz sowie Rechtsanwaltskosten in beträchtlichen Höhen von bis zu mehreren tausend Euro zu zahlen.

## Publikationen
- Deutschland leuchtet: Wie Sie unser Land noch nie gesehen haben FREDERKING & THALER, München 2020, ISBN 978-3-95416-335-9.
- Robert Grahn (Hrsg.): Nacht über Berlin – Die leuchtende Hauptstadt von oben. Berlin Story Verlag, Berlin 2012, ISBN 978-3-86368-122-7.
- Wandel im Flug: Berlins Veränderungen nach dem Fall der Mauer. Berlin Story Verlag, Berlin 2012, ISBN 978-3-86368-041-1.